# Derek Jefferson
Derek Jefferson (Morpeth, 5 settembre 1948) è un ex calciatore inglese, di ruolo difensore.

## Carriera
Si formò calcisticamente nell'Ipswich Town, entrando nelle giovanili dei Tractor Boys dal 1964. Entrerà nella prima squadra a partire dalla stagione 1966-1967 ma entrando stabilmente nella rosa dei titolari dalla Second Division 1967-1968, che tra l'altro si concluderà con la vittoria finale del club di Ipswich, con la conseguente promozione nella massima serie inglese.
Militerà con i blues sino all'inverno 1972, quando sarà ingaggiato dal Wolverhampton per £80.000 e con i quali esordirà contro il Sheffield Weds il 4 ottobre 1972 in un incontro valido per la Football League Cup 1972-1973. Con i wolves militerà sino al maggio 1976, nella stagione conclusasi con la retrocessione del club in cadetteria, ma vincendo la Football League Cup 1973-1974, pur non giocando la finale contro il Manchester City.
Durante l'estate 1976 ha la sua prima esperienza in America, venendo ceduto in prestito alla franchigia statunitense NASL dei Boston Minutemen. Vi militerà sino alla crisi economica che colpì la società bostoniana nel corso del campionato e che spingerà molti giocatori a lasciare la squadra, cosa che fece lo stesso Jefferson nell'agosto seguente, ingaggiato, sempre nella lega nordamericana, dai Washington Diplomats. Il torneo 1976 si concluderà per i capitolini al primo turno dei playoff per il titolo.
Terminata l'esperienza americana torna in patria per giocare nel mese di ottobre, sempre in prestito, allo Sheffield Wednesday, militante nella Third Division 1976-1977. 
Svincolatosi dai wolves, nel novembre 1976 passa ai cadetti dell'Hereford Utd, con cui retrocede in terza serie al termine della Second Division 1976-1977. Anche nella stagione seguente Jefferson con il suo club incapperà in una nuova retrocessione, scendendo così in quarta serie.

## Palmarès
- Second Division: 1

Ipswich Town: 1967-1968
- Coppa di Lega inglese: 1

Wolverhampton: 1973-1974